# 钩柱唐松草
钩柱唐松草（学名：Thalictrum uncatum）为毛茛科唐松草属下的一个种。分布在中国云南西北部、四川西部和青海南部。模式标本采自甘肃舟曲。

## 变种
- 狭翅钩柱唐松草 Thalictrum uncatum var. angustialatum

## 扩展阅读
- 钩柱唐松草图鉴 （页面存档备份，存于）